# Campanile

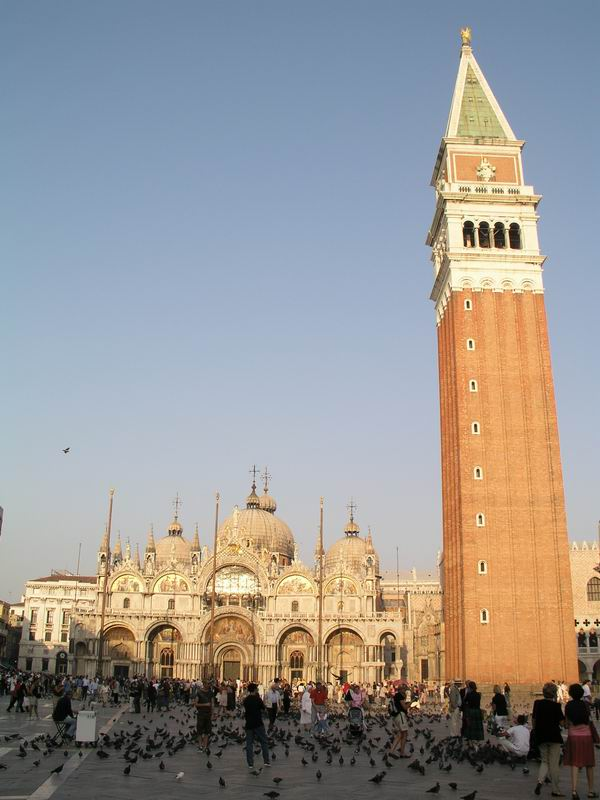
Campanile am Markusdom in Venedig

Ein Campanile (abgeleitet von italienisch campana, zu dt. „Glocke“), auch Kampanile, ist ein neben einem Kirchengebäude ohne bauliche Verbindung zu diesem freistehender Glockenturm. In Italien und Litauen ist die freistehende Anordnung des Kirchturms relativ verbreitet, wobei das Wort Campanile auf Italienisch – anders als im Deutschen – auch nicht frei stehende Glockentürme bezeichnen kann.

## Geschichte
Freistehende Glockentürme kamen besonders in Italien seit dem 6. Jahrhundert bis in die Renaissance vor. Im deutschen Sprachraum erschien er erstmalig auf dem St. Galler Klosterplan um 830. Man findet in Deutschland das Motiv des Campanile bei mittelalterlichen Kirchen jedoch heute nur vereinzelt. Das Motiv des Campanile wurde später erst wieder im modernen Kirchenbau wiederaufgenommen.
Als bekanntester Campanile gilt der Schiefe Turm von Pisa. Bekannt sind weiter der Campanile von Venedig (Markusturm) und Giottos Campanile des Florentiner Doms sowie der Campanile der Kathedrale Sankt Stanislaus in Vilnius. In Budweis ist der Schwarze Turm ein gutes Beispiel für einen Campanile in Böhmen, der von italienischen Architekten im 16. Jahrhundert erbaut wurde.
In Deutschland ist bei Neubauten der Nachkriegszeit (Nachkriegsmoderne) oft die freistehende Anordnung anzutreffen, manchmal dadurch bedingt, dass der Turm aus Kostengründen erst später hinzugefügt wurde. Zuvor war es in Deutschland üblich, den Glockenturm an das Kirchengebäude zu bauen oder ihn zu integrieren. Es gab nur sehr wenige Ausnahmen, wie zum Beispiel die Kirchen des Reinhold Persius und der Rote Turm in Halle (Saale), der von der Mariengemeinde errichtet wurde und die vier Türme der Marktkirche ergänzt. Außerdem findet man in Deutschland besondere Formen des Campanile, die durch historische Ereignisse zustande kamen. Beispiel hierfür ist der Schwäbisch Gmünder Glockenturm, der nach Einsturz der Türme des Heilig-Kreuz-Münsters 1497 in einem Wohnturm neben dem Kirchengebäude errichtet wurde. Der freistehende Kirchturm ist ebenfalls im Ammerland anzutreffen, etwa in Zwischenahn oder in Rastede.
In Bonn ist der freistehende Turm der Kirche St. Franziskus Namensgeber für das jugendpastorale Zentrum Campanile – junge katholische Kirche in Bonn, allerdings mit der Besonderheit, dass sich im Turm keine Glocken befinden.

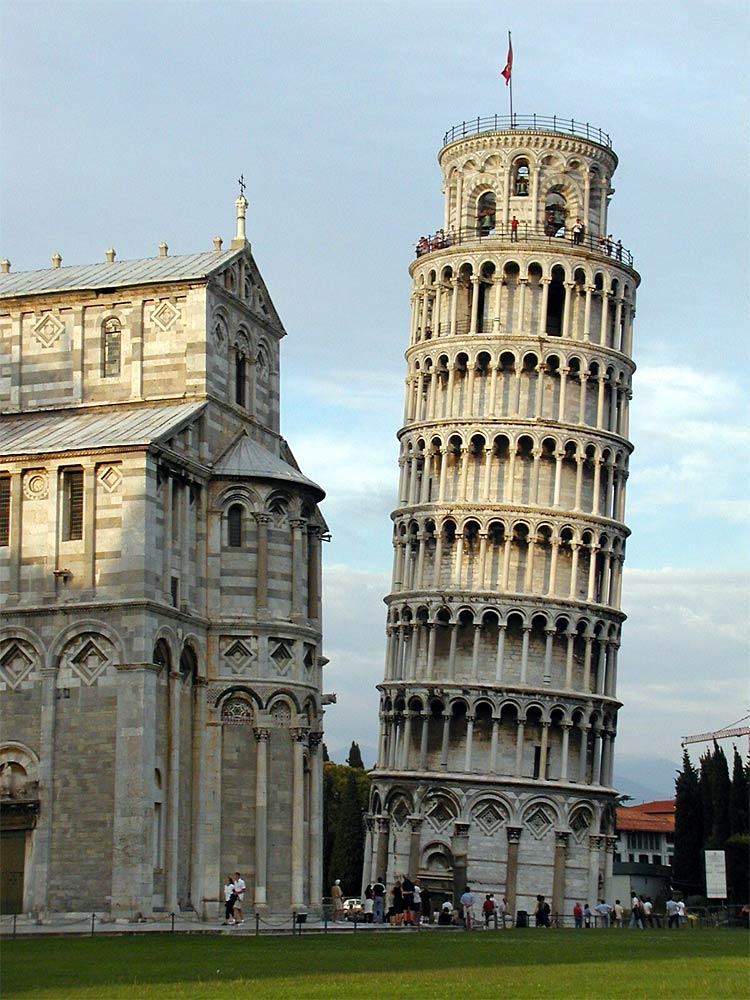
Schiefer Turm von Pisa in Italien
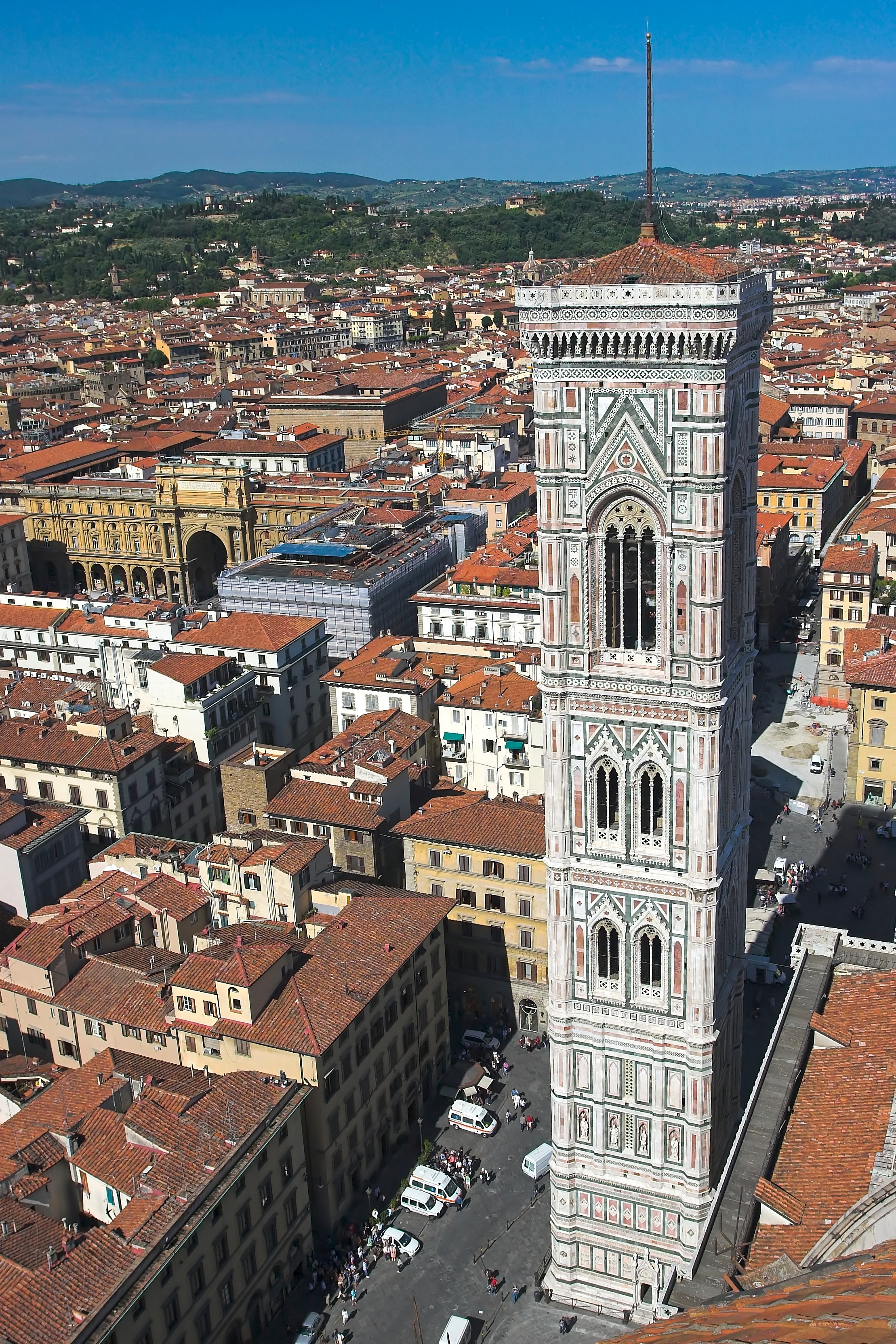
Giottos Campanile der Kathedrale von Florenz in Italien
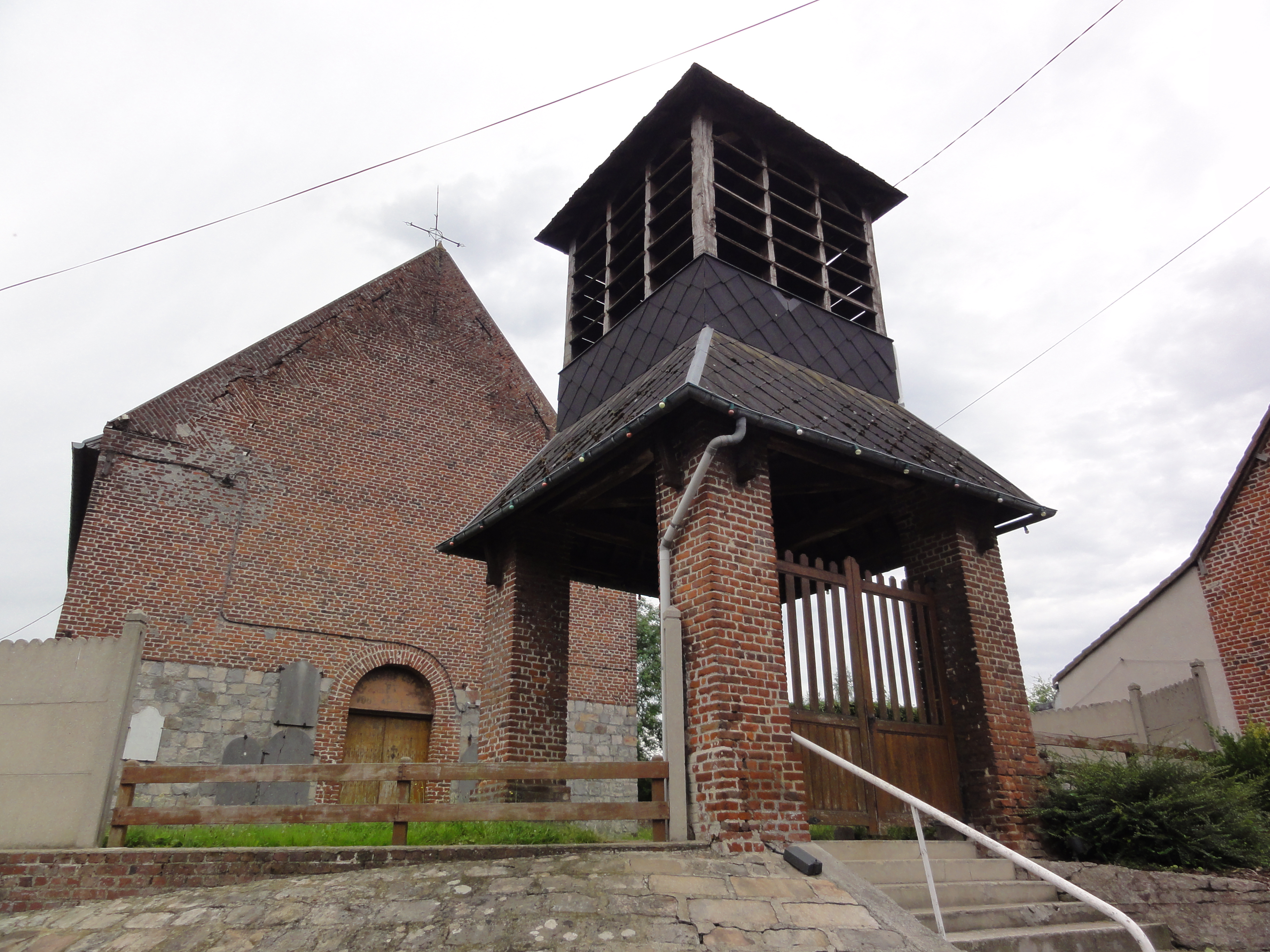
Campanile der Kirche von Orsinval in Frankreich
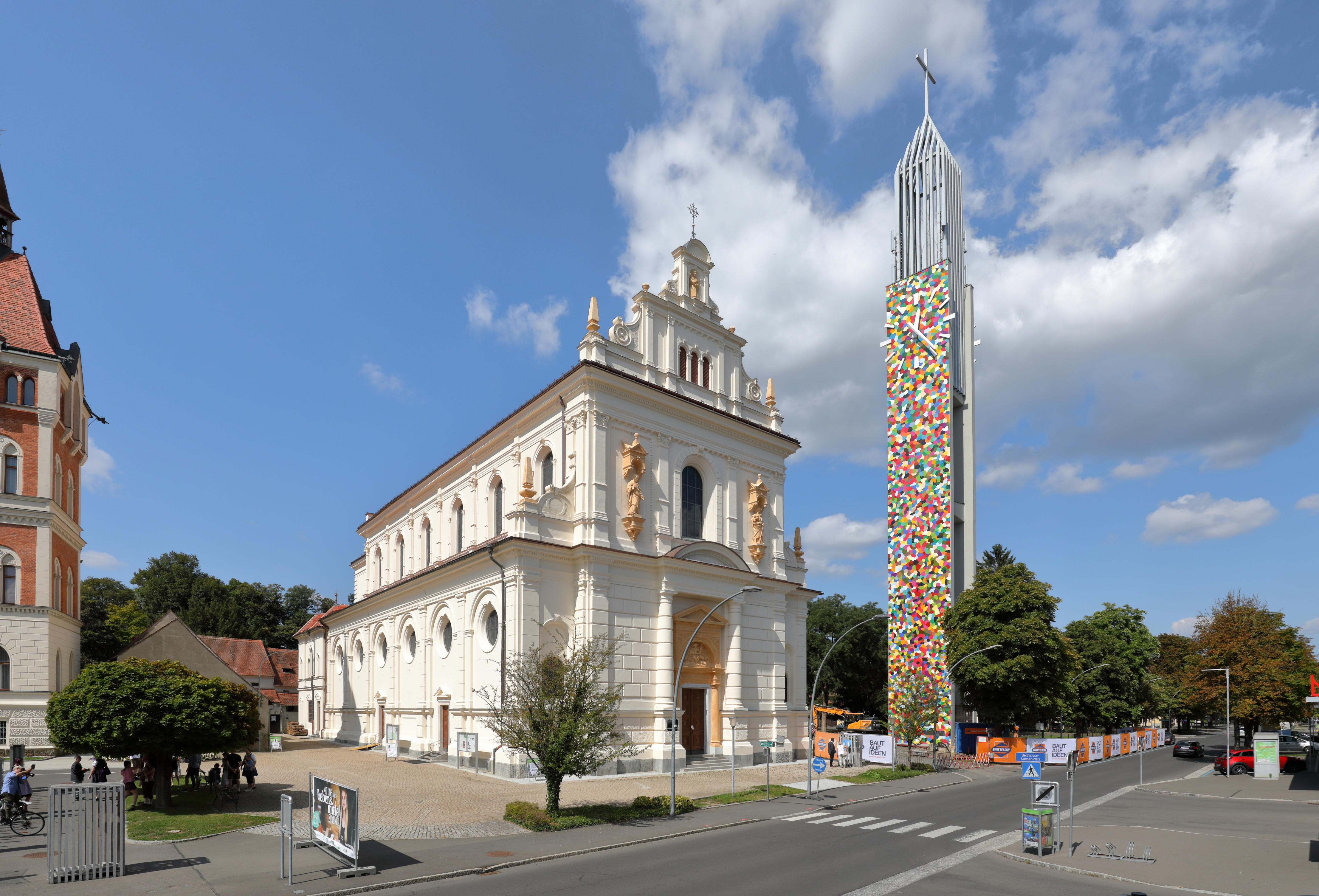
Glockenturm der Leonhardskirche von Feldbach in Österreich
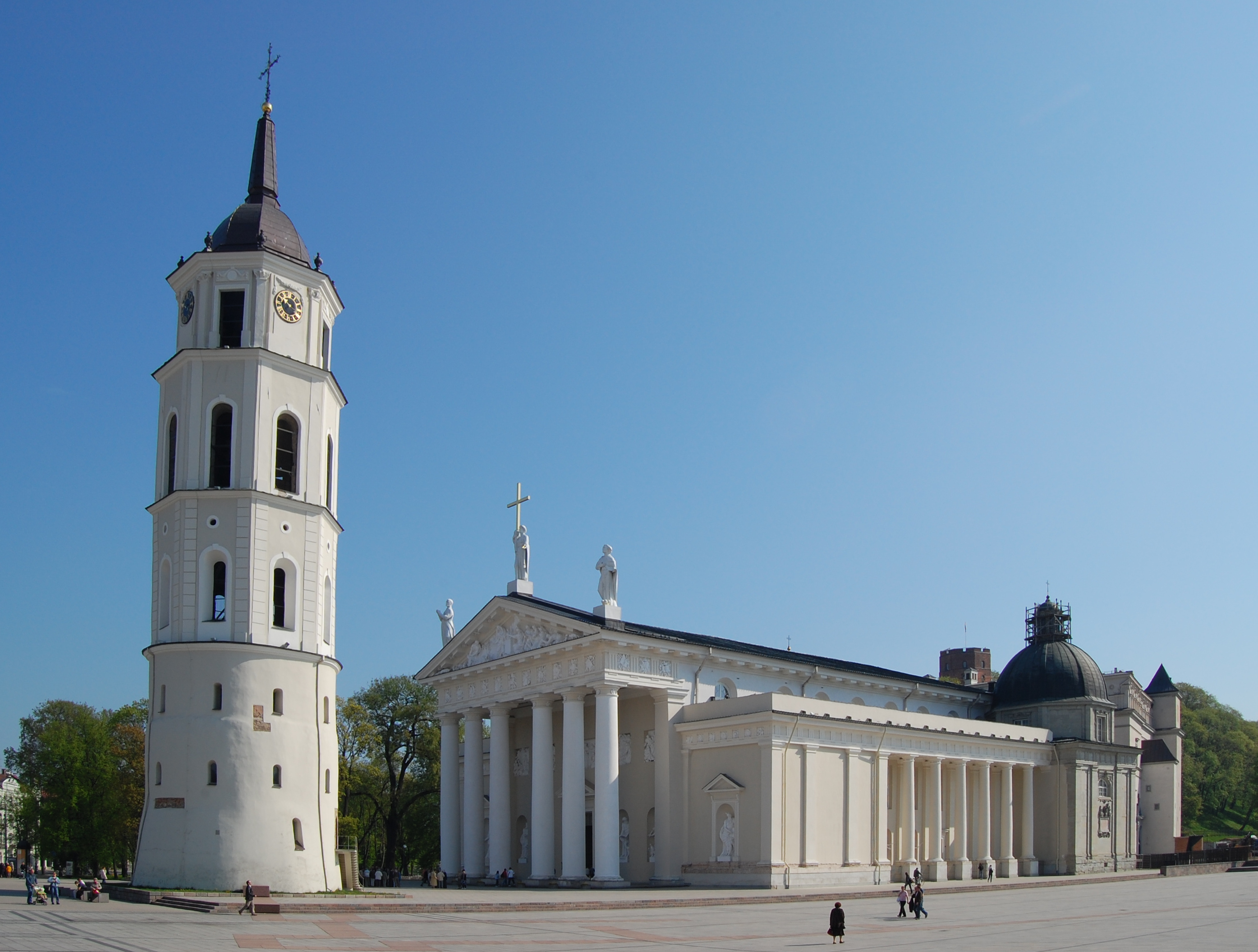
Kathedrale St. Stanislaus in Vilnius in Litauen
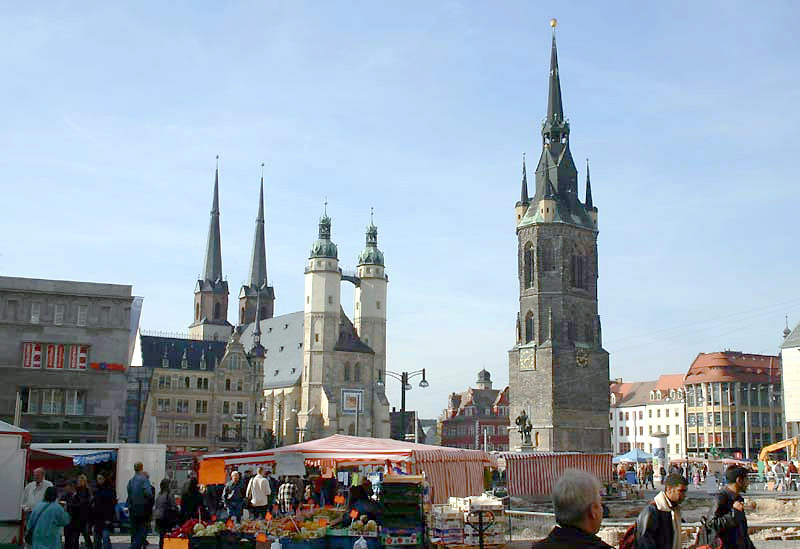
Roter Turm in Halle in Deutschland
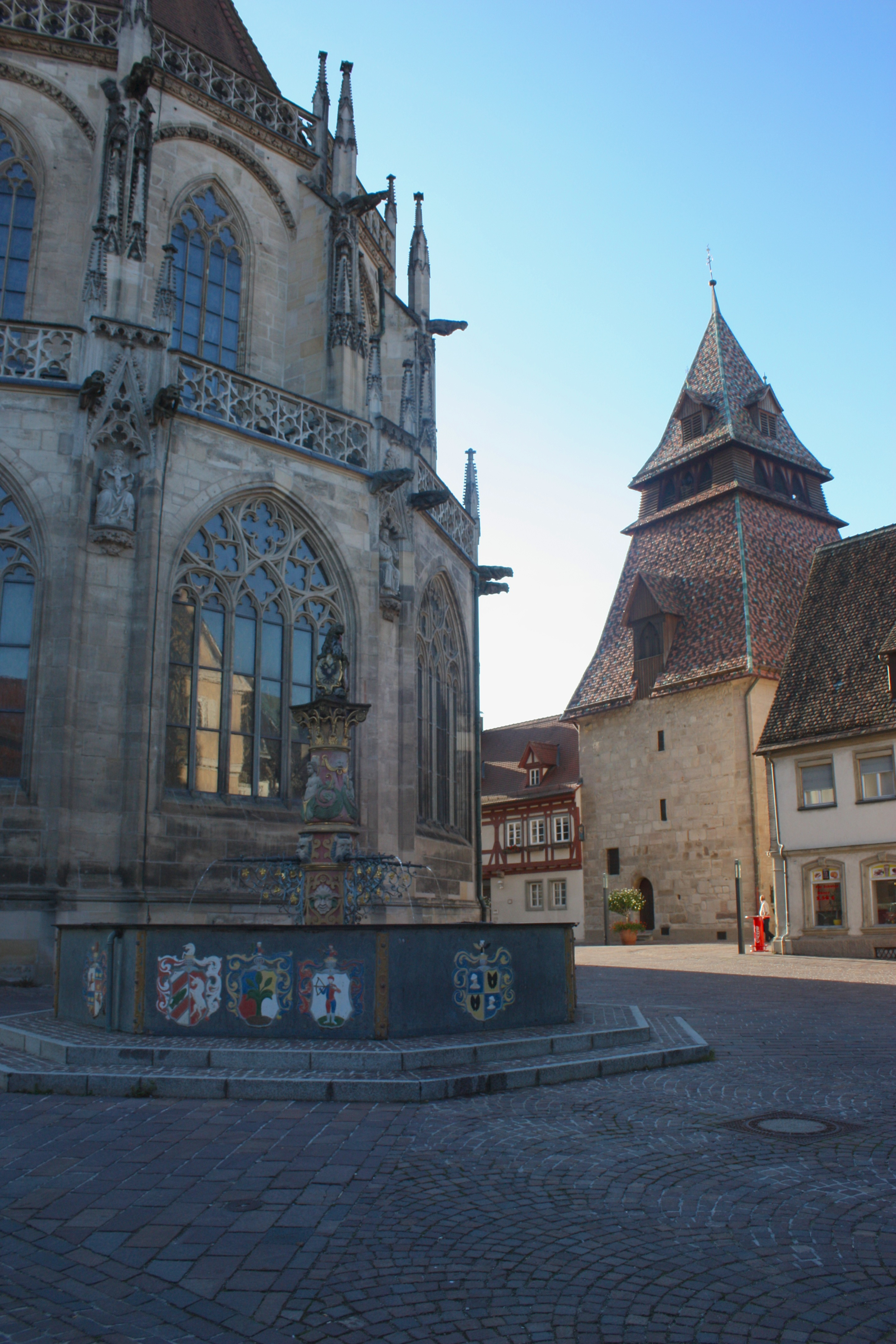
Glockenturm des Heilig-Kreuz-Münsters in Schwäbisch Gmünd (Deutschland)
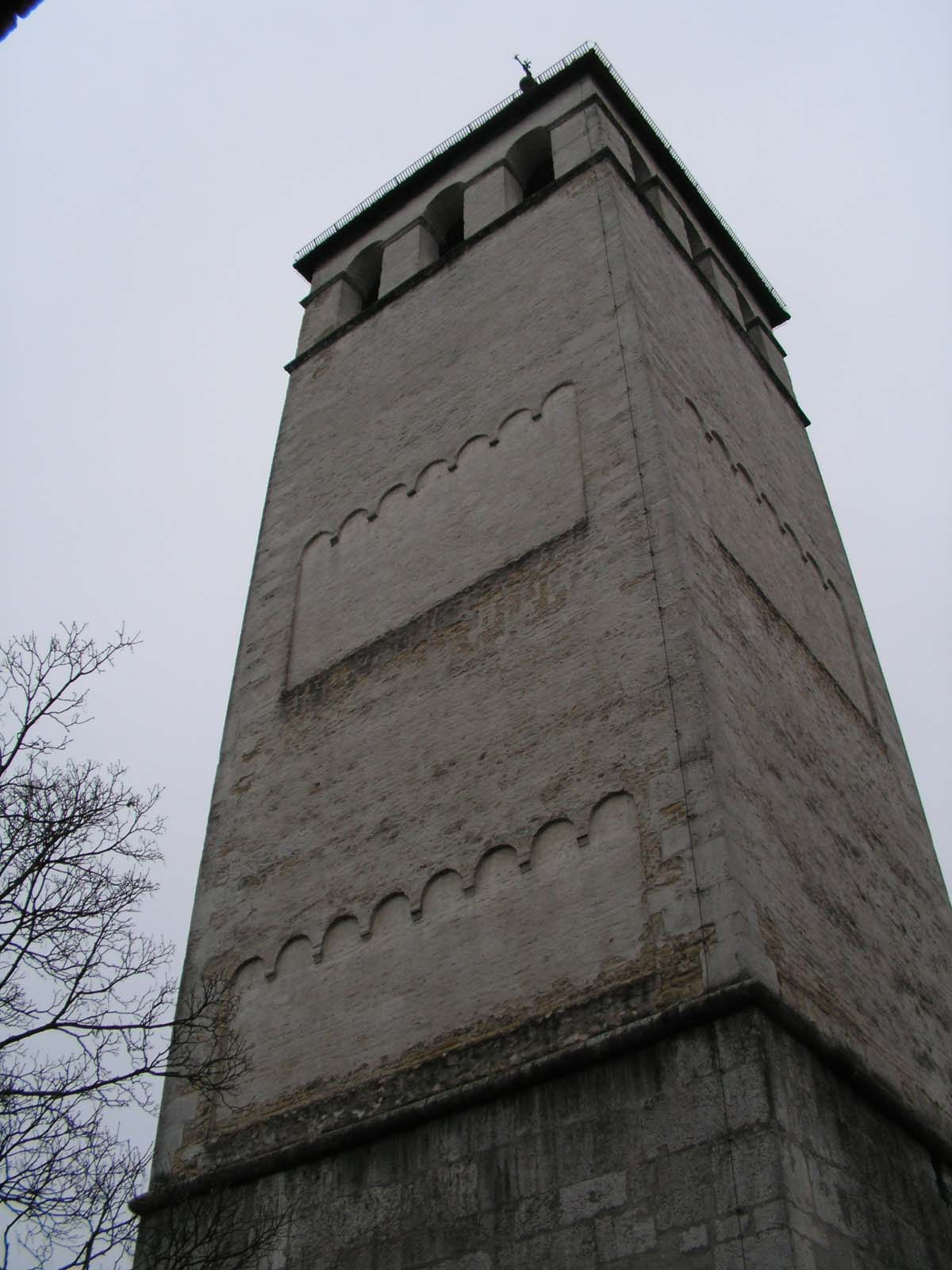
Campanile der Stiftskirche Obermünster in Regensburg (Deutschland)
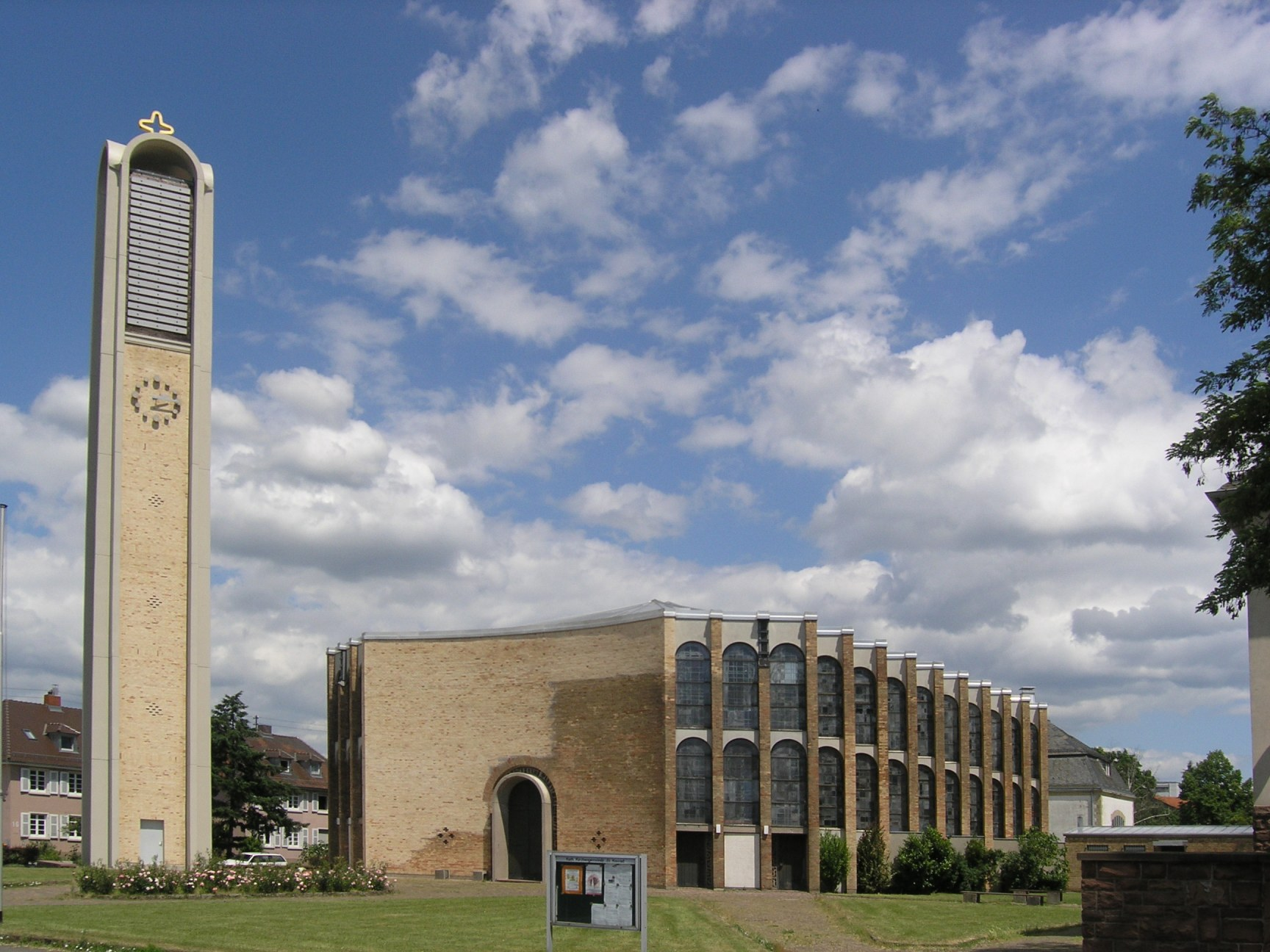
St. Konrad in Karlsruhe (Deutschland 1957)
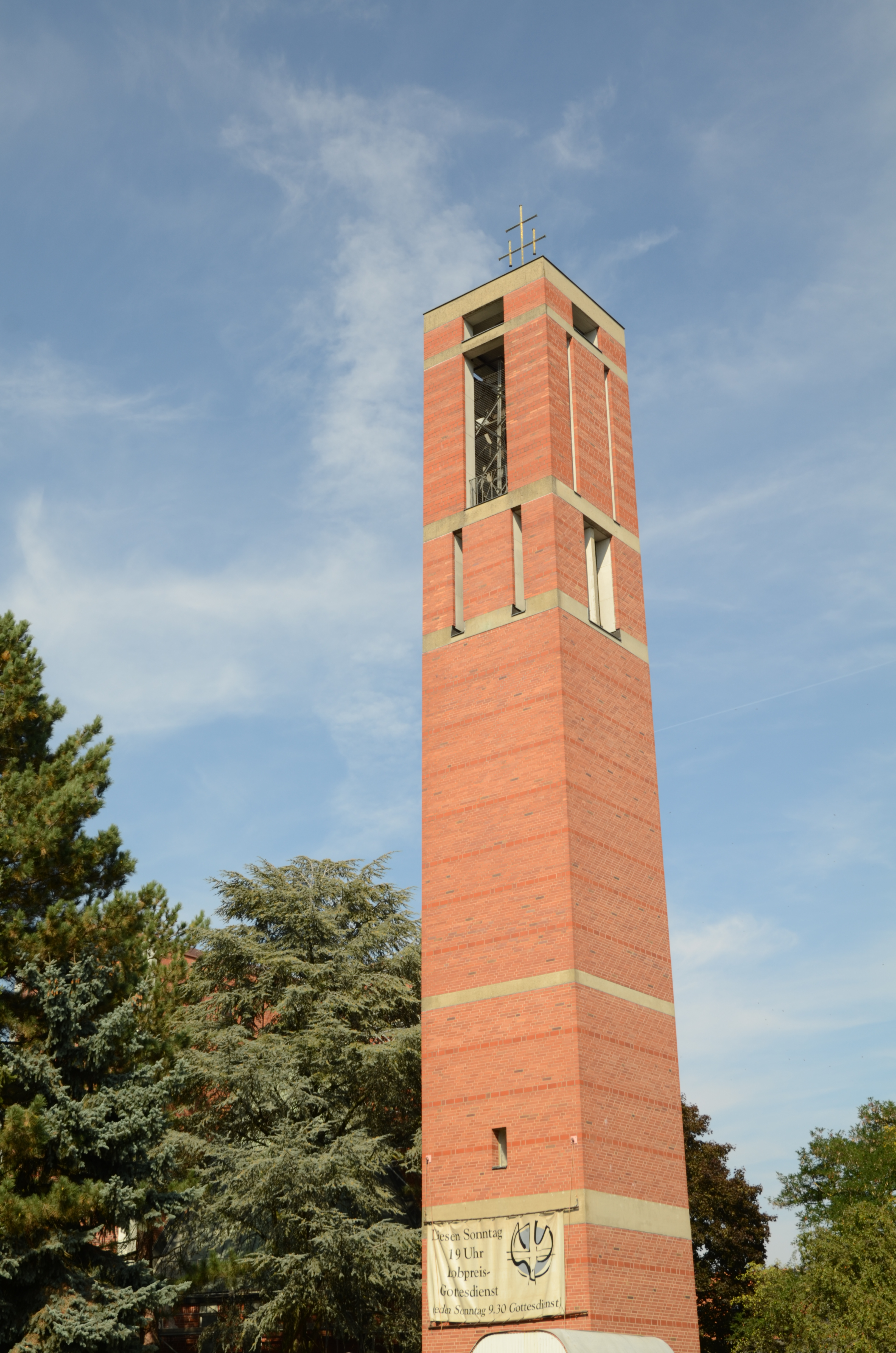
Campanile (1962) der Auferstehungskirche (1959) von Olaf Andreas Gulbransson in Schweinfurt (Deutschland)
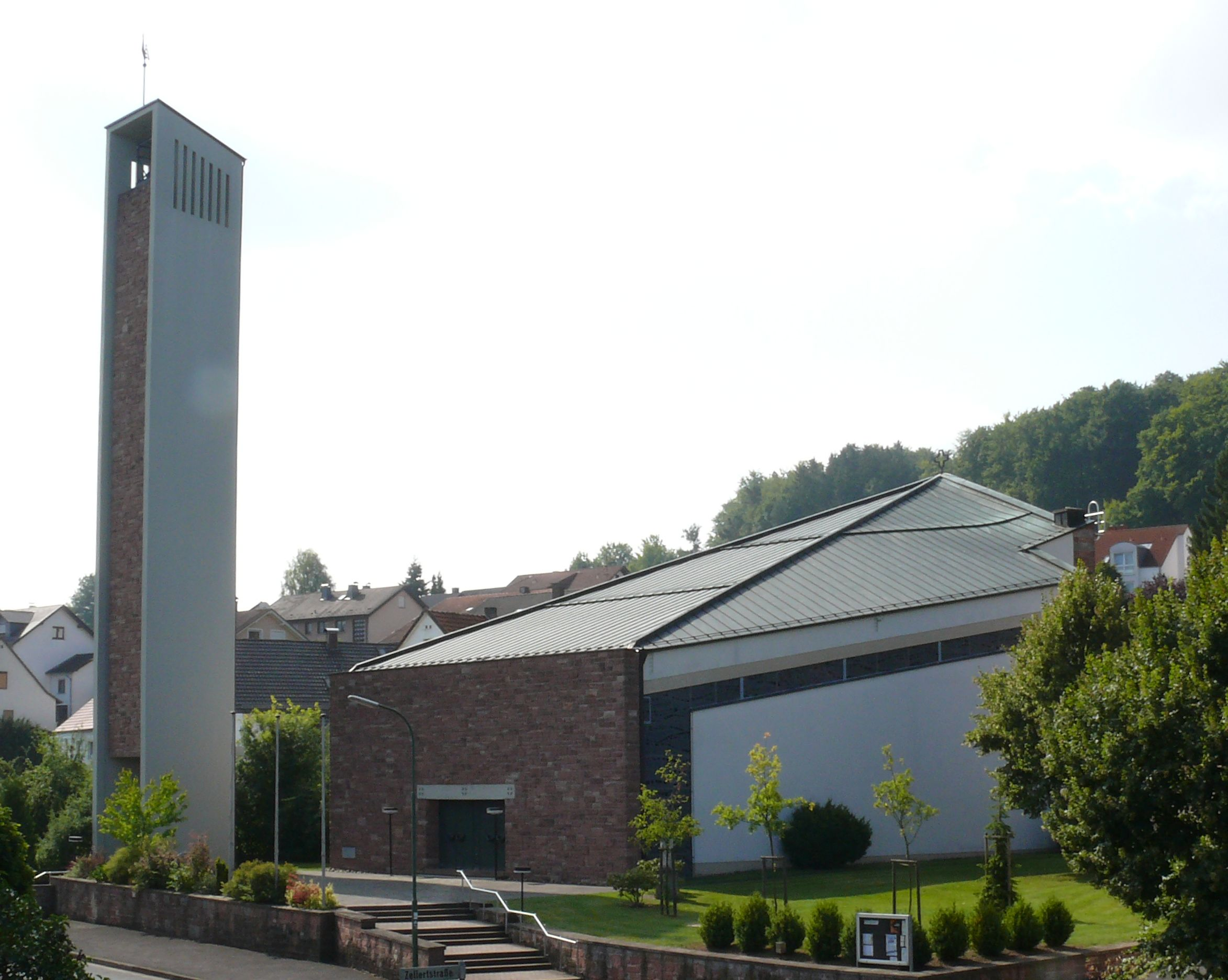
St. Laurentius in Giesel (Deutschland 1962)
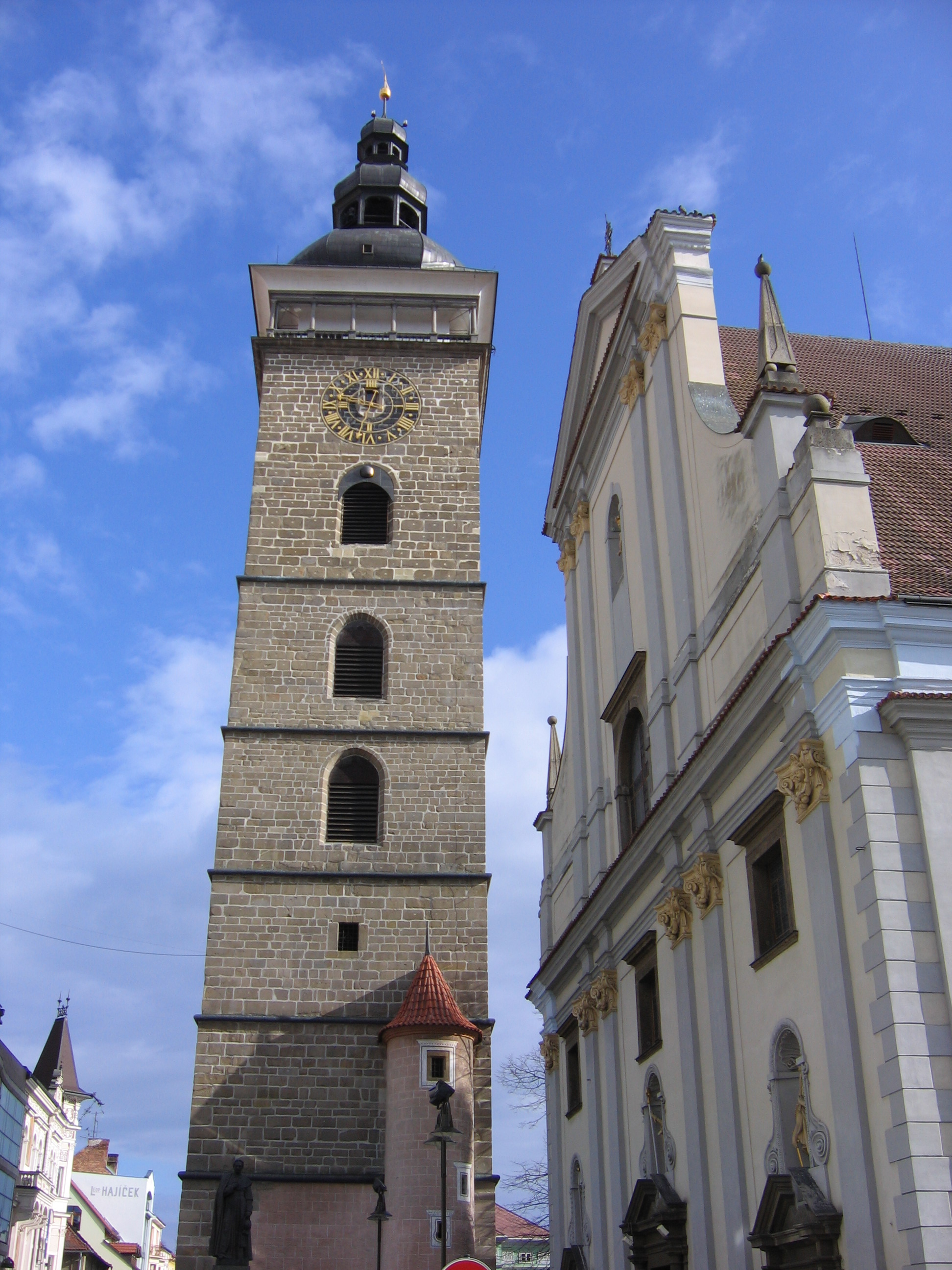
Schwarzer Turm in Budweis in Tschechien
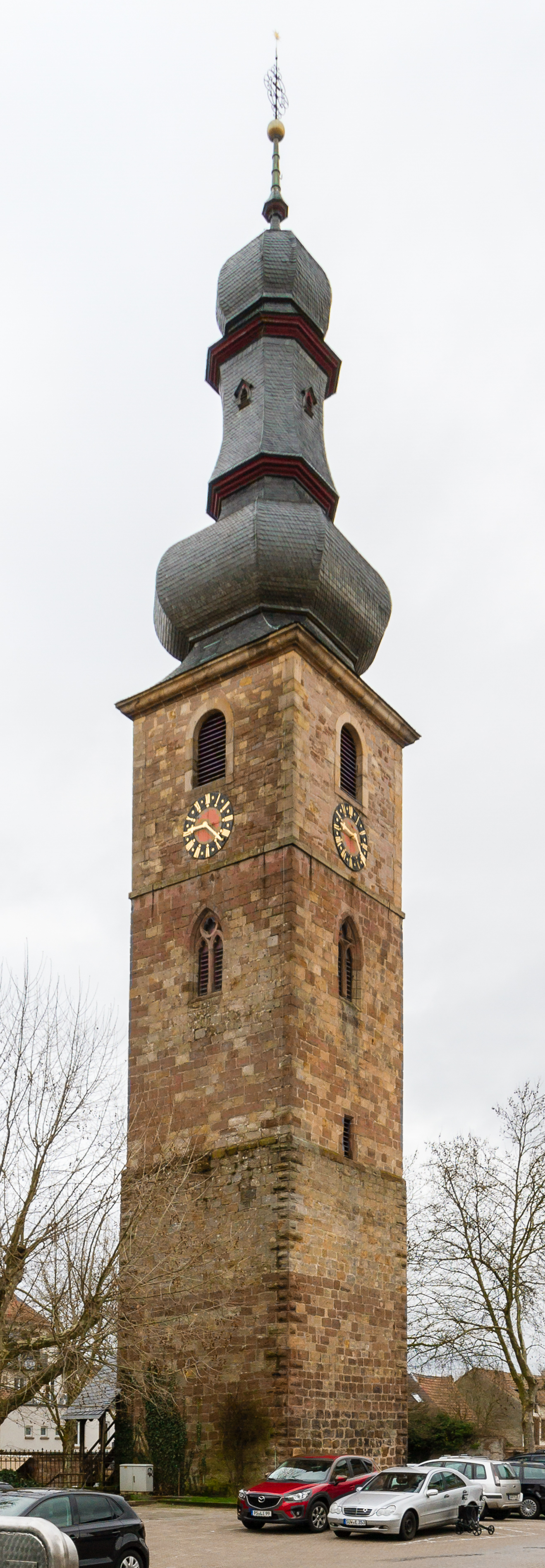
Kirchturm der Marktkirche in Bad Bergzabern in der Pfalz (umgebauter Wehrturm der Stadtbefestigung)
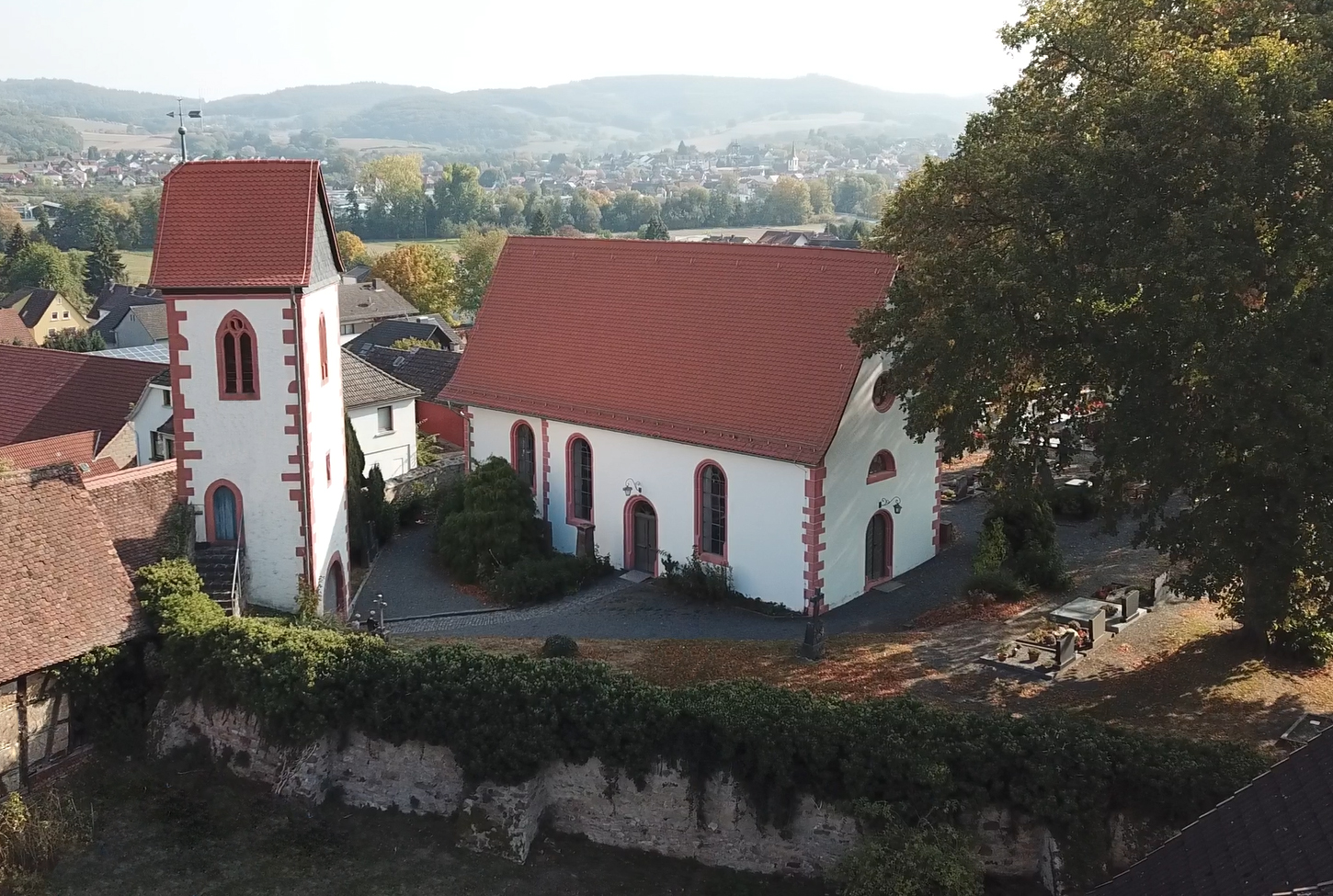
Glocken- und Torturm neben der frühgotischen Wehrkirche in Wersau im Odenwald
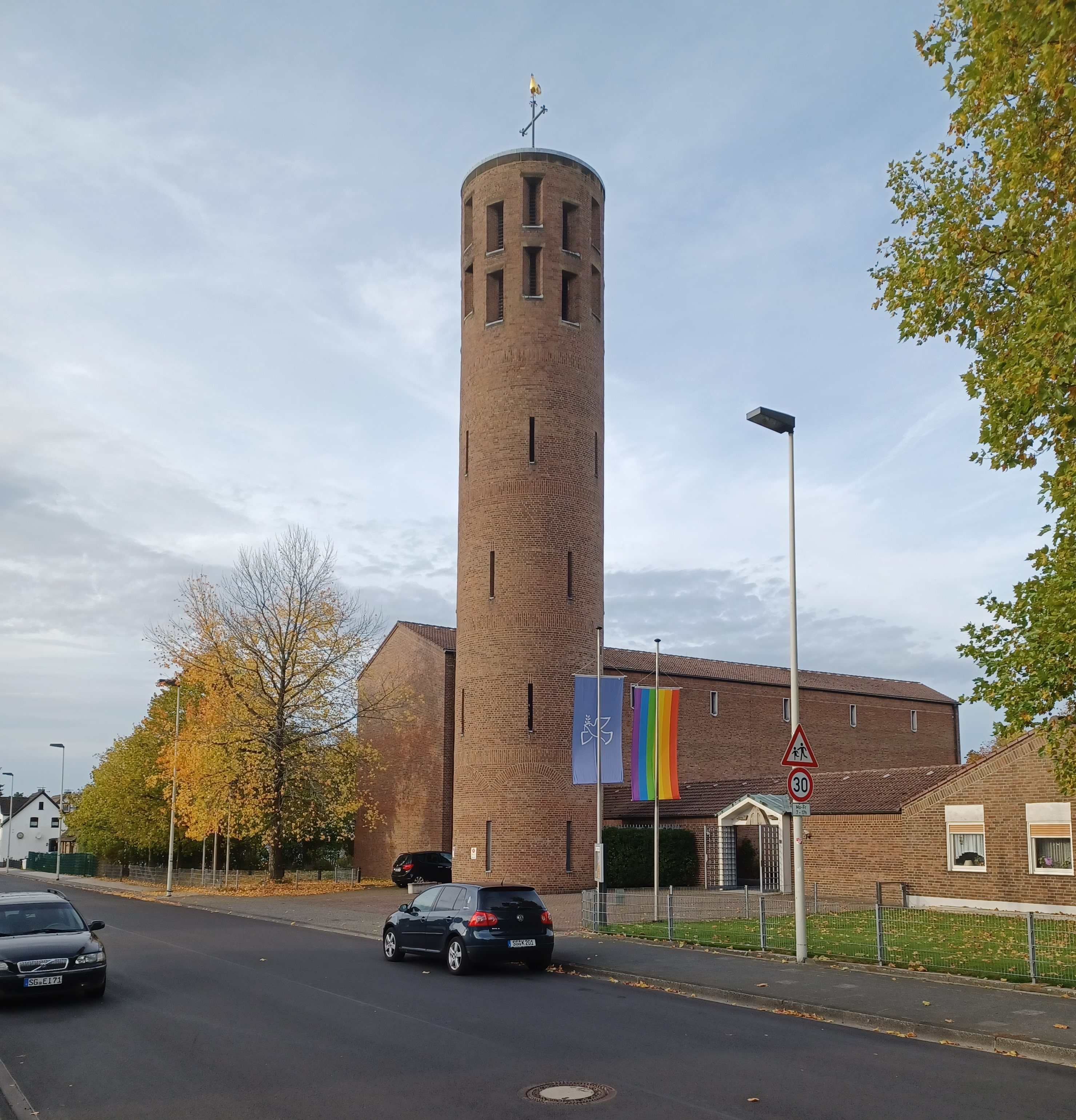
Glockenturm der Kath. Kirche Liebfrauen in Solingen-Aufderhöhe (Löhdorf)